# Liste des œuvres de l'univers du Krosmoz
La liste des œuvres de l'univers du Krosmoz recense les œuvres relatives à l'univers de fiction de fantasy transmédia du Krosmoz.
| 2004 | Dofus                            |
| 2005 | Dofus (manfra)                   |
| 2006 |                                  |
| 2007 | Pandala                          |
| 2007 | Dofus Arena                      |
| 2007 | Dofus Monster                    |
| 2007 | Dofus Mag                        |
| 2007 | Artbook Dofus                    |
| 2008 | Wakfu (série d'animation)        |
| 2008 | Mini Wakfu                       |
| 2008 | Dofus Quest                      |
| 2009 | Les Chroniques d'Ecaron          |
| 2009 | Les Chroniques de Wakfu          |
| 2009 | Wakfu, les larmes de sang        |
| 2009 | Wakfu - Nébuleuses et Chroniques |
| 2010 | Arena                            |
| 2010 | Wakfu TCG                        |
| 2010 | MaxiMini                         |
| 2010 | Wakfu Heroes                     |
| 2010 | Remington                        |
| 2010 | Boufbowl                         |
| 2010 | Wakfu (bande dessinée)           |
| 2010 | Maskemane                        |
| 2010 | Mini-Wakfu Mag                   |
| 2010 | Making Of Wakfu - Saison 1       |
| 2011 | Dofus: Battles                   |
| 2011 | Wakfu, le jeu d'aventure         |
| 2012 | Wakfu (jeu vidéo)                |
| 2012 | Dofus: Battles 2                 |
| 2012 | Krosmaster                       |
| 2012 | Krosmaster Arena                 |
| 2012 | Wakfu Mag                        |
| 2012 | Wakfu (manfra)                   |
| 2013 | Dofus : Aux trésors de Kerubim   |
| 2013 | Dofus (livres-jeux)              |
| 2013 | Dofus Heroes                     |
| 2013 | Planète Wakfu                    |
| 2013 | Wakfu (Romans)                   |
| 2014 | Boufbowl                         |
| 2014 | Ogrest                           |
| 2014 | Dofus : Aux trésors de Kerubim   |
| 2015 | Wakfu Raiders                    |
| 2015 | Dofus Pets                       |
| 2016 | Islands of Wakfu                 |
| 2016 | Dofus Touch                      |
| 2016 | Dofus, livre 1 : Julith          |
| 2016 | Julith & Jahash                  |
| 2016 | Les dessous de Dofus             |
| 2017 | Krosmaga                         |
| 2018 | Wakfu : La Confrérie             |
| 2019 | Slage                            |
| 2020 | Artbook Krosmoz - 15 ans         |
| 2021 |                                  |
| 2022 |                                  |
| 2023 | Waven                            |
| 2023 | One More Gate: A Wakfu Legend    |
| 2023 | Lance Dur                        |
| 2023 | The Art of Waven                 |
| 2024 |                                  |
| 2025 | Bestiale (à venir)               |

- Jeux-vidéos « majeurs »
- Autres jeux-vidéos, jeux physiques
- Films/Séries d'animation
- Œuvres littéraires

## Âge Primitif

### Jeux vidéos
- Islands of Wakfu (2016) sur Xbox 360[1]

## Âge des Dofus

### Jeux vidéos

#### Mobile
- Dofus Pocket (??-2012)
- Dofus Touch (2016-)
- Dofus: Battles (2011-, iOS) RPG
- Dofus: Battles 2 (2012-, iOS) RPG

#### PC
- Dofus (2004-) MMORPG
- Arena (2010-2014) MMORPG

### Artbooks
- Dofus artbooks (6 tomes), artbooks sur le jeu vidéo Dofus ;
- Dofus, le guide officiel, de Ylan de Raspide, livre d'aide sur le jeu ;
- Dofus, livre 1 : Julith, artbook sur le film d'animation Dofus, livre 1 : Julith[2].

### Bandes dessinées
- Dofus (2005-2023) (30 tomes)
- Dofus Quest, les mains d’Eniripsa (one-shot) : quête de deux Eniripsas dont le destin va se mêler aux machinations des dieux[3] ;
- Pandala (2007-2009) (3 tomes), scénarisé par Tot et illustré à la peinture par Bertrand Hottin : l'histoire d'un jeune Pandawa et de son village détruit[4] ;
- Dofus Heroes (collectif) (2 tomes) : à chaque tome est raconté l'histoire d'un grand héros de l'époque de Dofus[5] ;
- Dofus Pets (2 tomes) : une vieille Eniripsa a fait de sa maison un refuge pour les familiers blessés ou perdus[6] ;
- Dofus : Julith et Jahash (diptyque) par Tot et Ancestral Z raconte les débuts des personnages de Julith et Jahash[7] ;
- Les Dessous de Dofus (2016) (1 tome), de Mary Pumpkins, avec des histoires courtes[8].
- Dofus Arena (2007-2012) (4 tomes)
- Dofus Monster (2007-2015) (12 tomes)
- Dofus Quest - Les Mains d'Eniripsa (2008)
- Les Chroniques d'Ecaron (2009) (4 tomes)
- Dofus Pets (2015-2016) (2 tomes)
- Ogrest  (2014-2021) (4 tomes + 1 prévu) : relate l'histoire du personnage éponyme[9].
- Dofus – Julith & Jahash (2016)

### Vidéos

#### Films
- Dofus, livre 1 : Julith (2016)

#### Série d'animation
- MaxiMini (2010-2011) (4 épisodes)
- Dofus : Aux trésors de Kerubim (2013) (52 épisodes)

### Romans
- Dofus : Aux trésors de Kerubim (2014-2015) (5 tomes), de Christophe Lambert (5 tomes)[10] ;
- Dofus (2013-2019) (4 tomes) Livre-jeu, de Halden et Tot (4 tomes) ;
- Dofus, le guide du Krosmoz, guide sur l'univers du Krosmoz[11] ;
- Dofus, livre 1 : Julith, de Christophe Lambert, dérivé du film Dofus, livre 1 : Julith[12].

### Magazines
- Dofus Mag (2007-2014) (bimestriel, 43 éditions)

## Ère du Wakfu

### Jeux vidéos

#### Mobile
- Krosmaster Arena (2012-2019)
- Wakfu Raiders (2015-2016)
- Krosmaga (2017-) Tower defense
- Wakfu : La Confrérie (2018-)

#### PC
- Slage (2019, annulé) Hack 'n' slash, Jeu en ligne massivement multijoueur
- Wakfu : Les Gardiens (2009-2014) MMORPG
- Wakfu (2012-) MMORPG
- Boufbowl (2014, annulé) Jeu vidéo de sport
- Krosmaga (2017-) Tower defense
- One More Gate: A Wakfu Legend (2023-) Roguelite avec deck-building

### Jeux physiques
- Wakfu TCG (2009-2011) (1 550 cartes)
- Wakfu, le jeu d'aventure (2011)
- Krosmaster (2012)

### Bandes dessinées
- Wakfu (2012-2019) (5 tomes), périples de la Confrérie du Tofu après la saison 2 de Wakfu[13].
- Les Chroniques de Wakfu (2009), série collective avortée d'un seul tome[14] ;
- Wakfu, les larmes de sang (2009-2011) (2 tomes), série de Gregory Charlet racontant l'histoire de Silas, un nouveau Sacrieur[15] ;
- Wakfu Heroes (2010-2014) (6 tomes), collectif, à chaque tome est raconté l'histoire d'un des personnages important de l'univers[16]
- Remington (2010-2012) (12 tomes)
- Boufbowl (2011) (4 tomes)
- Wakfu (bande dessinée) (2011-2013) (5 tomes - finie), collectif, périples de la Confrérie du Tofu[17].
- Maskemane (2011-2013) (13 tomes)
- Wakfu Nébuleuse, Toshy, périples d'un groupe d'aventuriers[18] ;

### Vidéos

#### Série d'animation
- Wakfu (2008-en cours) (4 saisons)
  - Goultard le Barbare (2007) (épisode spécial)
  - Noximilien l'horloger (2010) (épisode spécial)
  - Ogrest, la légende (2011) (épisode spécial)
  - Wakfu : La quête des six Dofus Eliatropes (2014) (3 épisodes spéciaux)
  - Oropo, Bataille pour l’Éliacube (2023) (épisode spécial)
- Mini Wakfu (2008-2010) (27 épisodes)

### Romans
- Wakfu (2013-2015) (9 tomes), de Christophe Lambert

### Comics
- Remington (12 numéros), conte ses aventures[19] ;
- Maskemane (12 numéros), qui conte ses aventures[20] ;
- Boufbowl (4 numéros), conte les débuts du maître du Boufbowl Kriss la Krasse[21].

### Magazines
- Mini-Wakfu Mag (2010-2011) (16 numéros, 2 hors-séries)
- Planète Wakfu (2013-??)
- Wakfu Mag (2012-2013) (10 numéros)

## Ère du Waven

### Jeux vidéos

#### PC
- Waven (2023-) MMORPG

### Vidéos

#### Série d'animation
- Lance Dur (2023) (7 épisodes)
- Bestiale (à venir) (7 épisodes)

### Bandes dessinées
- Lance Dur (2 webtoons)

## Hormonde

### Artbook
- Artbook Dofus (2007-2011) (3 éditions)
- Making Of Wakfu - Saison 1 (2010-2012) (9 éditions, 1 hors-série)
- Artbook Krosmoz - 15 ans (2019)
- The Art of Waven (2023)